# 罗汉堂
罗汉堂是中国汉传佛教寺院里重要殿堂之一，在一般规模的寺院，大雄宝殿两侧有罗汉像，左右各9尊，合称“十八罗汉”，在规模较大的寺院，则专门建有罗汉堂，殿内供奉众多的罗汉像，有十六罗汉、十八罗汉和五百罗汉。

## 词源学
罗汉，是“阿罗汉”是简称，意译是“杀贼”、“不生”，即“自觉者”。在大乘佛教中，罗汉地位低于佛、菩萨，位列第三等，而在小乘佛教则是修行所能达到的最高果位。佛教认为，获得罗汉这一果位即断尽一切烦恼，脱离生死轮回。

## 供奉
罗汉堂一般供奉的是十六罗汉、十八罗汉、五百罗汉、四大菩萨和孔雀明王。
中国汉传佛教寺院建有罗汉堂，有时候称五百罗汉殿、五百罗汉堂、五百罗汉院，叫法不尽相同。一些寺院还举行供养五百罗汉的法会，一年一次。

## 图片

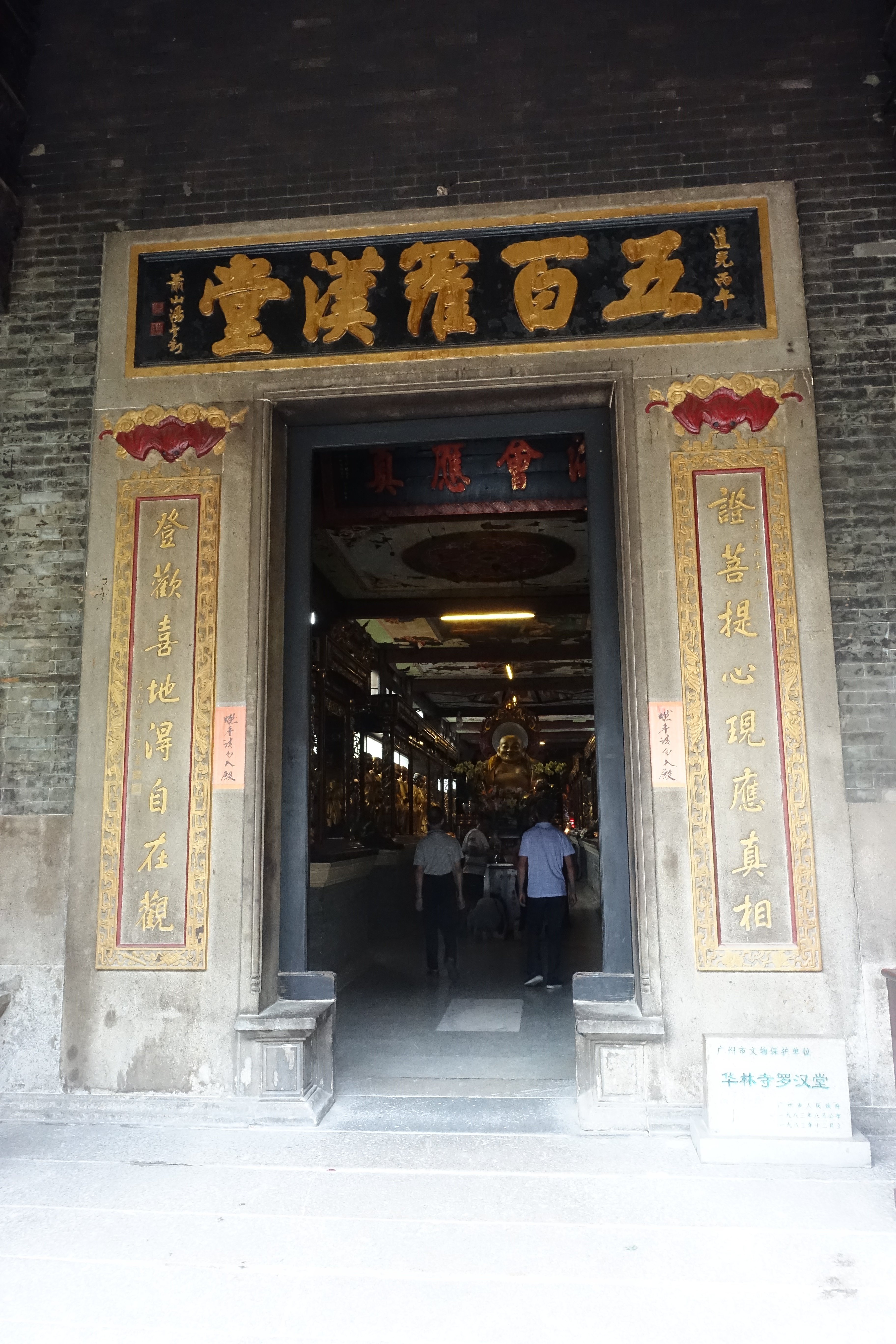
罗汉堂 - 华林寺, 广州, 中国
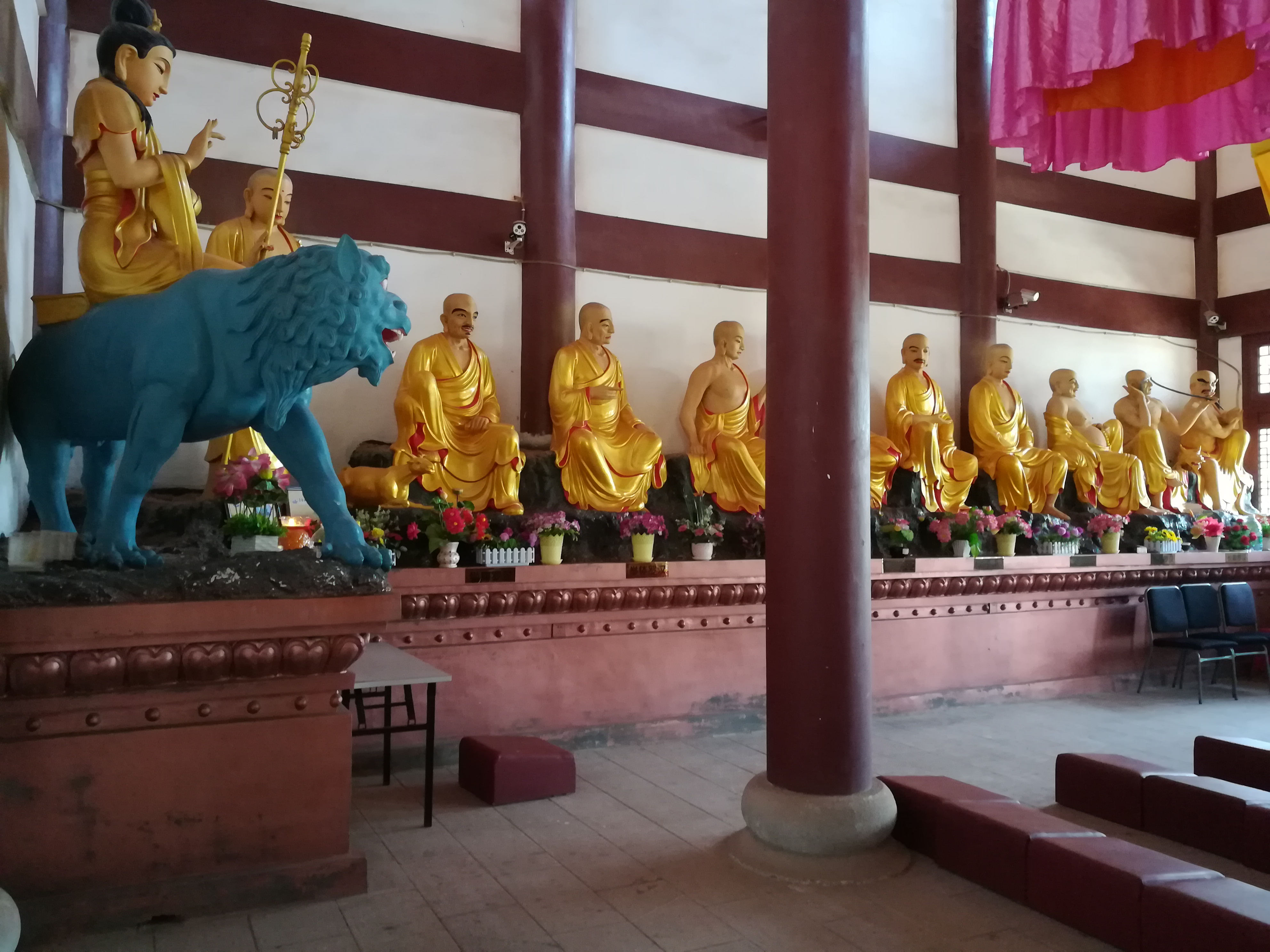
罗汉堂里的十八罗汉像 - 灵圣寺, 湖南, 中国
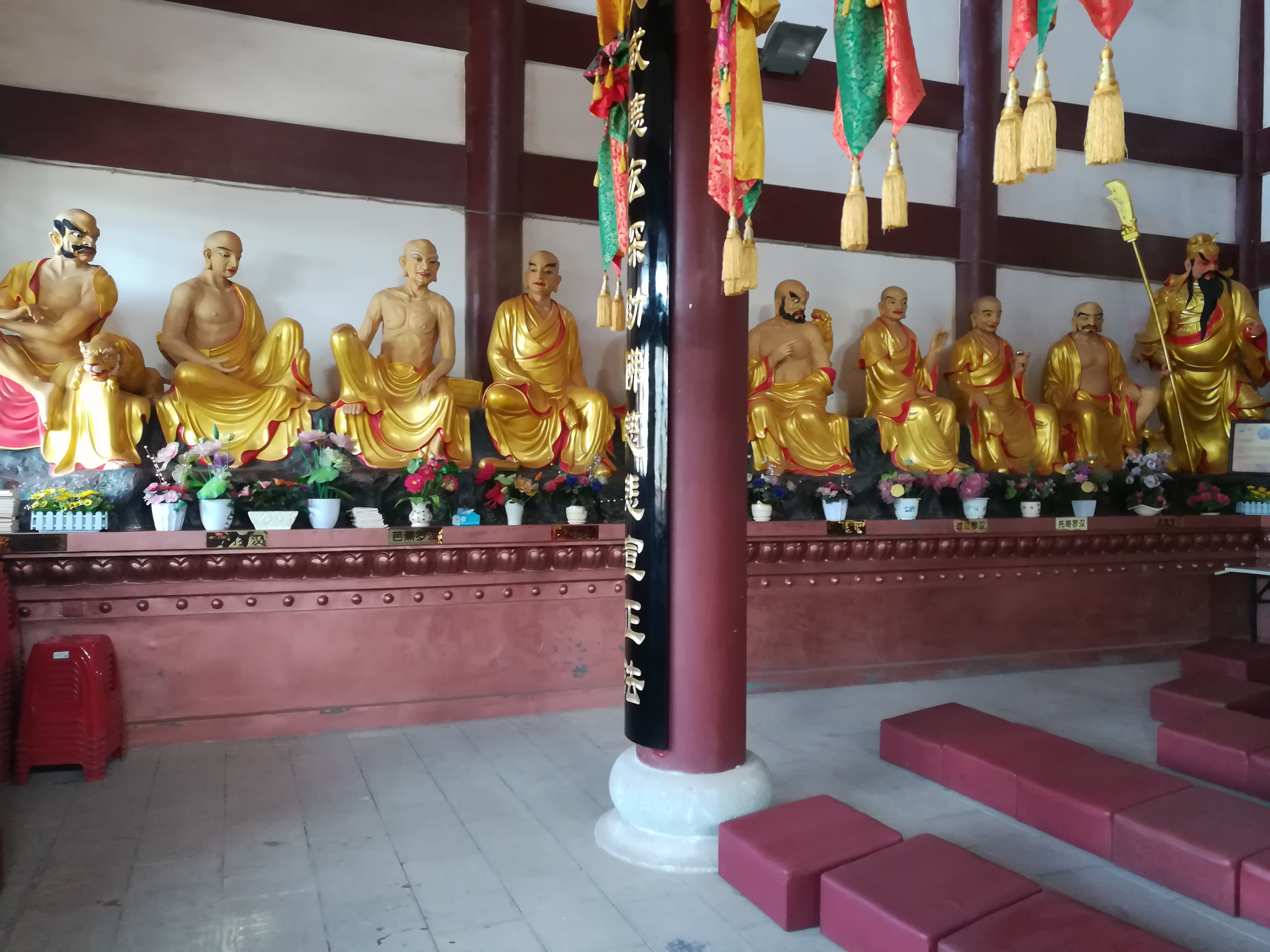
罗汉堂里的十八罗汉像 - 灵圣寺, 湖南, 中国
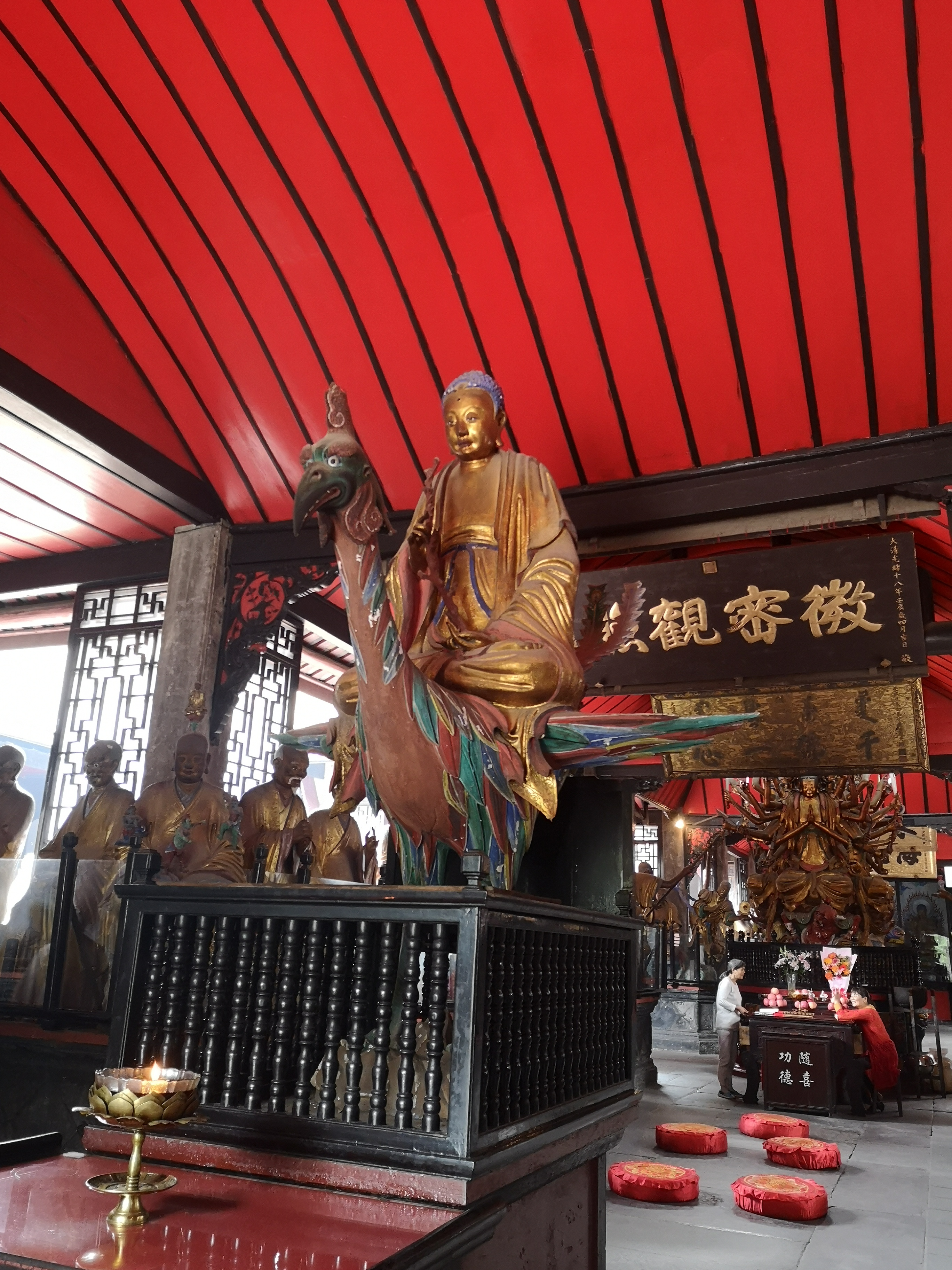
罗汉堂里的骑孔雀阿弥陀佛像和千手观音像 - 宝光寺, 四川, 中国
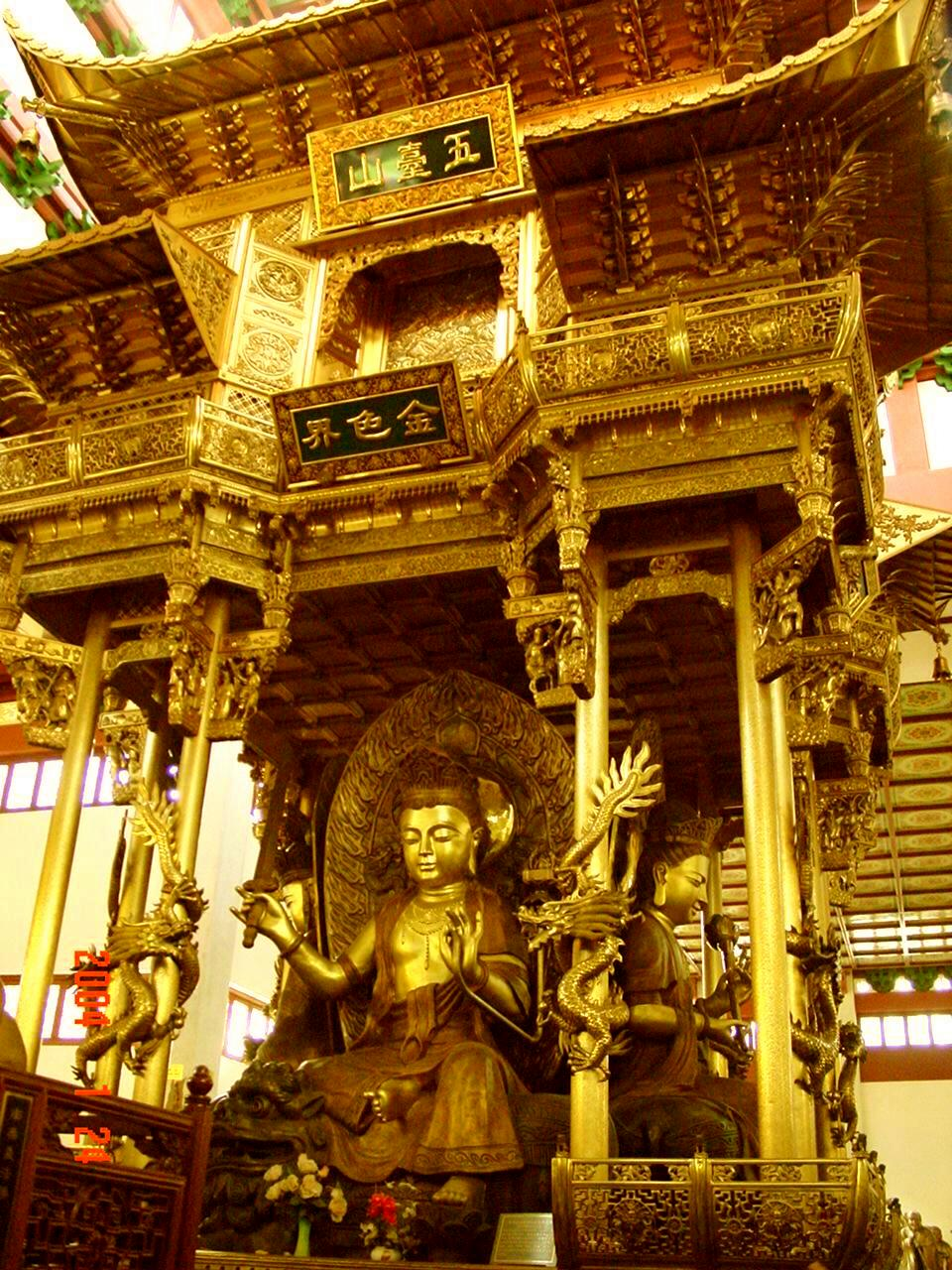
罗汉堂里的文殊菩萨像 - 灵隐寺, 杭州, 中国
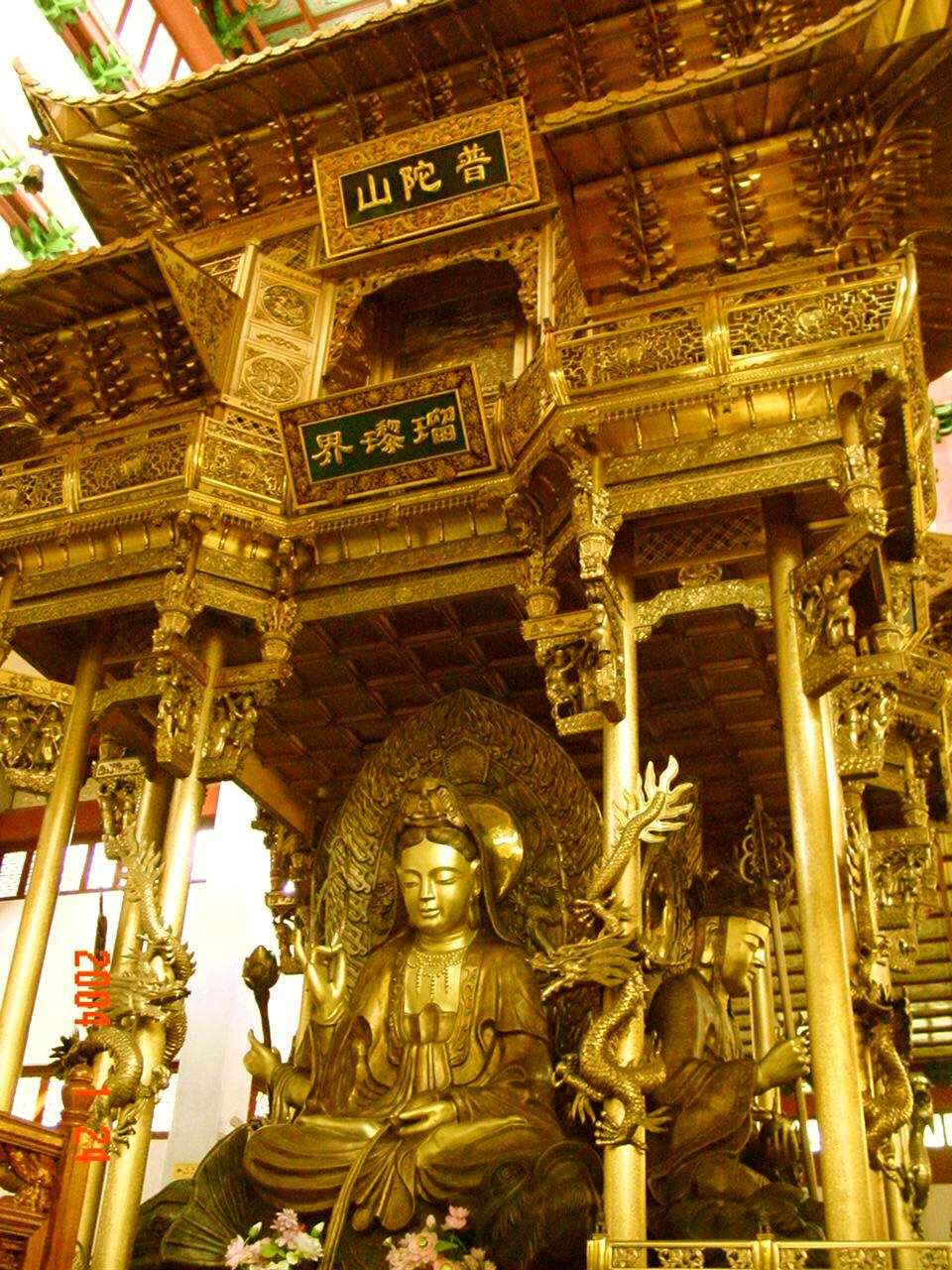
罗汉堂里的观音菩萨像 - 灵隐寺, 杭州, 中国
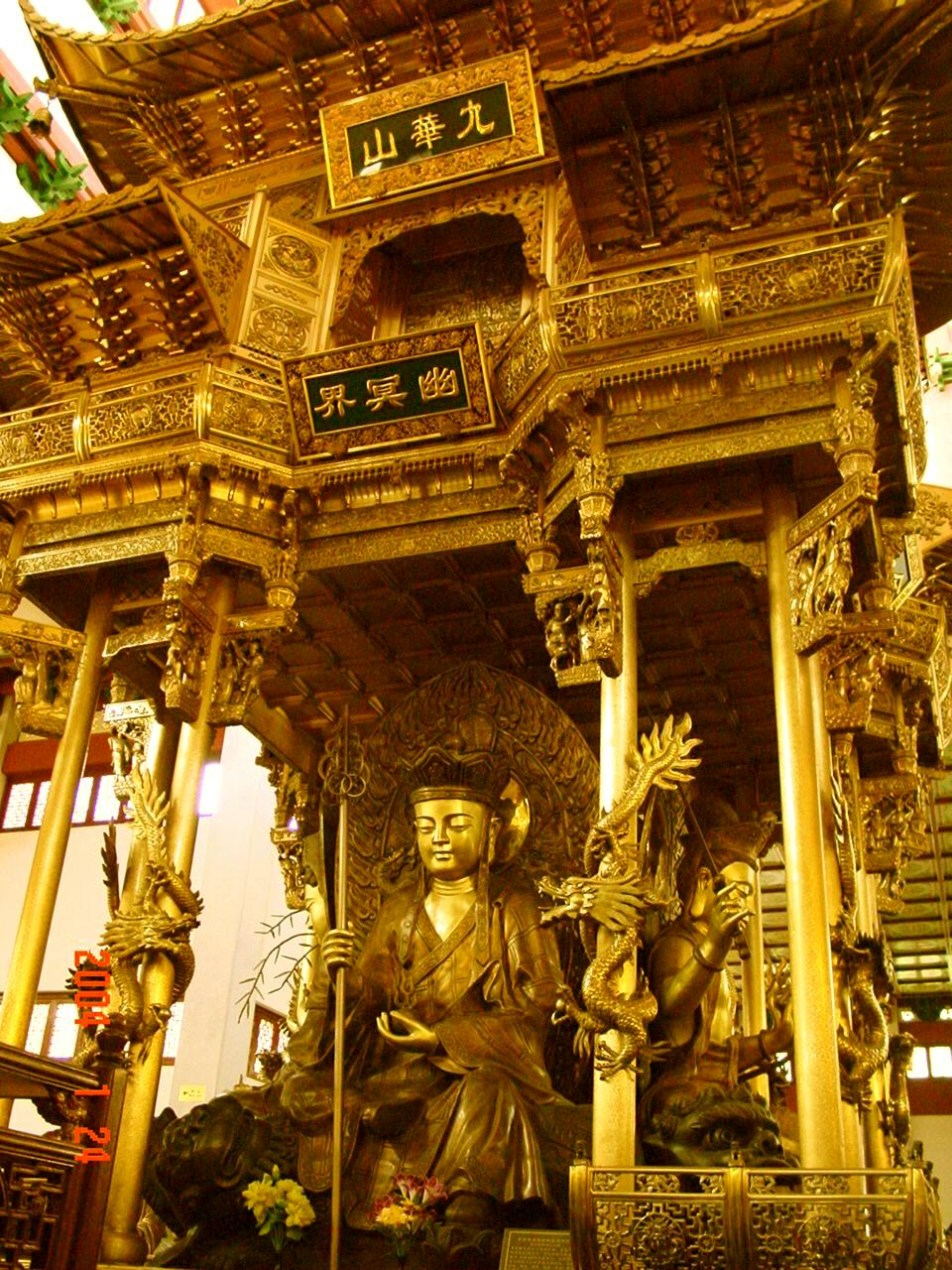
罗汉堂里的地藏菩萨像 - 灵隐寺, 杭州, 中国
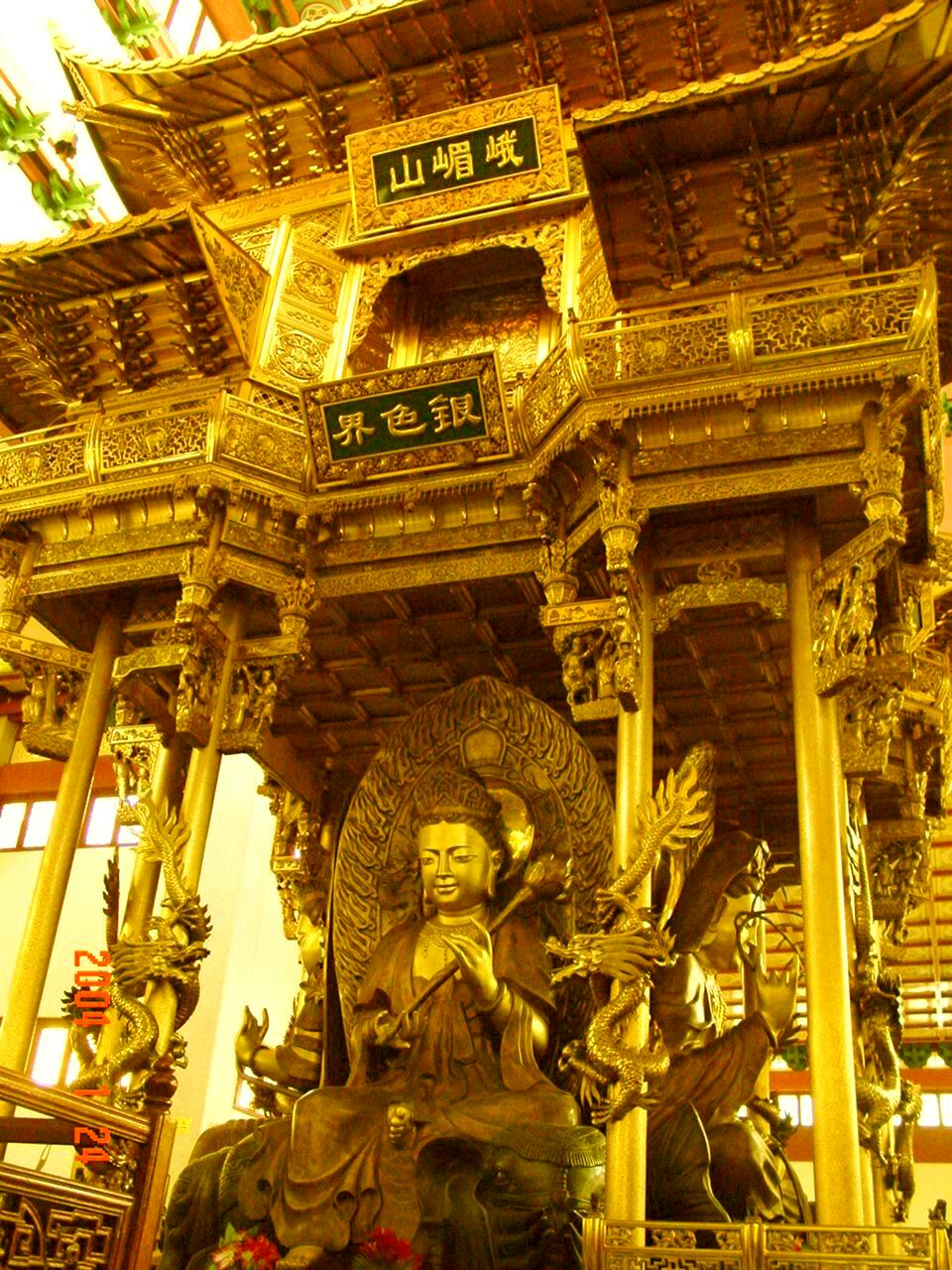
罗汉堂里的普贤菩萨像 - 灵隐寺, 杭州, 中国

## 典型示例
- 北京市碧云寺罗汉堂，清朝乾隆十三年（1748年）建，仿照浙江省杭州市净慈寺罗汉堂建，殿内有508尊罗汉，屋顶是金刚宝塔式，意为五佛压顶。[3]
- 四川省成都市宝光寺罗汉堂，设有天窗和天井。[3]
- 江苏省苏州市西园戒幢律寺罗汉堂。[3]
- 上海市龙华寺罗汉堂。[3]
- 湖北省武汉市归元寺罗汉堂。[3]
- 云南省昆明市筇竹寺罗汉堂。[3]